# Société de biologie
La Société de biologie est une société savante fondée à Paris en 1848 par Pierre Rayer, Claude Bernard et Charles Robin, 
reconnue d'utilité publique par un décret impérial du 15 novembre 1864.

## Fondation de la Société de biologie
En 1848, deux jeunes chirurgiens,  Eugène Follin et Charles Houel, et un naturaliste, Charles Robin, décident d'organiser à Paris une réunion périodique où viendraient s'éclairer mutuellement tous ceux, physiciens, chimistes, naturalistes ou médecins, qui s'intéressent aux phénomènes biologiques.
Le médecin et dermatologue Pierre Rayer devient président perpétuel de la société. Claude Bernard et Charles Robin en sont les premiers vice-présidents. Casimir Davaine cumule les fonctions de trésorier et d'archiviste. C'est Robin qui rédige le premier règlement. La société siège tous les samedis dans les combles de l’École pratique de la faculté de médecine de Paris, et compte quarante membres titulaires. La première séance de la société eut lieu le 7 juin 1848.
Le premier numéro des Comptes rendus de la Société de biologie est publié en 1849. La publication paraît tous les trimestres. Elle devient hebdomadaire en 1884. Claude Bernard y donne la plupart de ses travaux, soit soixante-dix-neuf articles, et en particulier, en 1865, son Introduction à l'étude de la médecine expérimentale.
La société est reconnue d'utilité publique par décret impérial du 15 novembre 1864.
La société reçoit le diplôme du Mérite et dévouement français des mains de son Président Jean-paul de Bernis à I'académie de médecine parrainée par Thierry Rayer le descendant de son fondateur Pierre Rayer (2017)
La société reçoit le diplôme de l'Étoile civique des mains de son Président Claude Bartos à I'académie de médecine parrainée par Thierry Rayer président du Cercle d'Études Scientifiques Pierre Rayer, le descendant de son fondateur Pierre Rayer (2022)

## Organisation de la société
- Président : Jean-Michel Gibert
- Vice-présidents : Michèle Reboud-Ravaux et Jacques Epelbaum
- Secrétaire générale-adjointe : Marie-Claude Borrel
- Trésorier : Thierry Creistel
- Rédactrice scientifique du Journal : Evelyne Vila-Porcile
- Consultant scientifique : Michel Hamon

Les membres de la Société de biologie sont élus par l'assemblée générale, après sélection et présentation des candidats par le conseil constitué en commission du titulariat.

### Membres du conseil
- Olivier Bergis
- Philippe Billiald
- Marie-Claude Borrel
- André Calas
- Michel Crepin
- Jean-Michel Gibert
- Thierry Creistel
- Michel Crépin
- Dominique Dunon
- Jacques Epelbaum
- Serge Fermandjian
- Rodolphe Fischmeister
- Michel Hamon
- Thierry Jaffredo
- Jean-Antoine Lepesant
- Emmanuelle Mouchel-Vielh
- Arlette Nougarède-Lance
- Michèle Reboud-Ravaux
- William Rostène
- Bernard Scatton
- Évelyne Vila-Porcile

### Siège
Le Secrétariat de la Société de Biologie est à l'Université Pierre et Marie Curie, Bâtiment A - 4e étage - porte 401, 7, quai Saint Bernard

## Filiales
La Société de biologie a des filiales en France, à Besançon, Montpellier, Reims, Strasbourg et Toulouse, ainsi qu'à l'étranger, à Rio de Janeiro (Brésil), Beyrouth (Liban) et Tokyo (Japon).

### Montpellier
Louis Hédon, Auguste Loubatières et Jean Turchini fondent à Montpellier la « Filiale de la Société de biologie de Paris » dès 1954. La première séance a lieu le 20 décembre 1954 sous la présidence de Jean Turchini. Cette filiale, créée comme association selon la loi de 1901, devient officiellement « Société de Biologie de Montpellier » le 16 avril 1956.
Elle est appelée maintenant « Société de Biologie de Montpellier-Languedoc-Roussillon ».

### Strasbourg
Édouard Chatton fonde, en 1914, une filiale de la Société de biologie, à Strasbourg. 

### Autres filiales
Léon Perdrix et Pierre Stéphan fondent, en 1902, la Réunion biologique de Marseille, filiale de la Société de biologie. 
Jean Cantacuzène et P. Athanasiu fondent, en 1906, la première filiale de la Société de biologie constituée à l'étranger, sous le nom de Réunion biologique de Bucarest.

## Publications
- 1849-1884 : Comptes rendus des séances et mémoires de la Société de biologie
- 1884-1920 : Comptes rendus hebdomadaires des séances et mémoires de la Société de biologie
- 1921-1932 : Comptes rendus hebdomadaires des séances et mémoires de la Société de biologie et de ses filiales
- 1932-1939 : Comptes rendus hebdomadaires des séances et mémoires de la Société de biologie et de ses filiales et associées
- 1939-1940 : Comptes rendus des séances et mémoires de la Société de biologie et de ses filiales et associées
- 1941-1943 : Comptes rendus des séances et mémoires de la Société de Biologie et de ses filiales
- 1944-1998 : Comptes rendus des séances de la Société de biologie et de ses filiales
- Depuis 1999 : Journal de la Société de biologie devenu Biologie Aujourd’hui en 2010